# Mihail Budîko
Mihail Ivanovici Budîko (n. 20 ianuarie 1920, Gomel, RSFS Rusă – d. 10 decembrie 2001, Sankt Petersburg, Rusia) a fost un climatolog sovietic și unul dintre fondatorii climatologiei fizice. El a fost pionier în studiile privind clima globală și a calculat temperatura Pământului luând în considerare un model fizic simplu de echilibru în care radiația solară absorbită de sistemul Pământului este echilibrată de energia re-radiată în spațiu sub formă de energie termică.
Cartea revoluționară a lui Budîko, Heat Balance of the Earth's Surface (Тепловой баланс земной поверхности), publicată în 1956, a transformat climatologia dintr-o știință fizică calitativă într-o știință fizică cantitativă. Aceste noi metode fizice bazate pe echilibrul termic au fost adoptate rapid de climatologii din întreaga lume. În 1963 Budîko a coordonat compilarea unui atlas care ilustrează componentele bilanțului termic al Pământului.

## Studii
În 1972 Budîko a publicat prognoze pentru 100 de ani privind gheața arctică și temperatura medie globală. El a calculat că o creștere a radiației solare cu câteva zecimi de procent ar putea topi calotele glaciare. Budîko considera că, deja în 2050, stratul de gheață al Oceanului Arctic s-ar putea topi în întregime. Modelele sale au arătat că o creștere cu 50% a CO2 atmosferic ar topi toată gheața polară, în timp ce o reducere a gazului la jumătate „ar putea duce la o glaciație completă a Pământului”. Pentru perioada 1970-2019, modelul lui Budîko a prezis o creștere a temperaturii medii globale de 1°C și dispariția a aproximativ 50% din gheața multianuală arctică. Observațiile i-au confirmat cifrele, arătând că temperatura medie globală a crescut cu 0,98°C în această perioadă și că suprafața mării arctice acoperite de gheață multianuală în septembrie 2019 era cu aproximativ 46% mai mică decât în 1970. El a prezis că temperatura medie globală a Pământului va crește cu aproximativ 2,25°C până în 2070.